# Łotwa na Letniej Uniwersjadzie 2009
Łotwę na letniej uniwersjadzie w Belgradzie reprezentowało 39 zawodników. Łotysze zdobyli jeden medal – złoty.
Sporty drużynowe w których Łotwa brała udział:
| Dyscyplina  | Mężczyźni | Kobiety |
| Koszykówka  | ✔         |         |
| Piłka nożna |           |         |
| Piłka wodna |           |         |
| Siatkówka   |           |         |

## Medale

### Złoto
- Ainārs Kovals – lekkoatletyka, rzut oszczepem